# Мастелотто, Пэт
Пэт Мастелотто (англ. Pat Mastelotto, полное имя Ли Патрик Мастелотто, англ. Lee Patrick Mastelotto; 10 сентября 1955, Чико, Калифорния) — американский барабанщик, известный участием в группе прогрессивного рока King Crimson.

## Биография
Ли Патрик Мастелотто начал играть на барабанах с 10 лет, и к 16 годам уже играл в популярных местных группах. Переехав в Лос-Анджелес в середине 1970-х, в качестве студийного сессионного барабанщика он сотрудничал со множеством групп и исполнителей, в частности со Scandal, Элом Джерро́, The Pointer Sisters, Патти Лабелль, Кенни Логгинсом и Марти́кой.

### Mr. Mister
В 1983 году Пэт Мастелотто стал одним из основателей группы Mr. Mister. Группа выпустила платиновый альбом Welcome to the Real World (1985), два сингла с которого, «Broken Wings» и «Kyrie», заняли первые строчки в чартах. Всего они записали четыре альбома, причём четвёртый, Pull, записаный в 1989–1990 годах, был выпущен лишь в конце 2010 года.
После распада Mr. Mister Мастелотто продолжил работу сессионным музыкантом и работал с XTC, The Sugarcubes, Hall & Oates, The Rembrandts (с ними он записал песню «I’ll Be There for You», известную как музыкальная тема вступительной заставки к ситкому «Друзья»), Эдди Мани, Тиной Ареной и Дэвидом Сильвианом. В 1991 году Мастелотто стал сопродюсером первого сольного альбома Питера Кингсбери, прежде чем его пригласили присоединиться к King Crimson.

### King Crimson
Являясь участником King Crimson с 1994 года, Пэт Мастелотто стал самым «долгоиграющим» барабанщиком группы. Вместе с Биллом Бруфордом Мастелотто был в составе «двойного трио» King Crimson с двумя барабанщиками, играя разные стили и партии, которые иногда переплетались, а иногда звучали отдельно. 
После ухода Бруфорда в 1997 году Мастелотто остался единственным барабанщиком группы. Основываясь на своём интересе к интеллектуальной танцевальной музыке и драм-н-бейсу, он в основном играл на электронной установке Roland V-Drums, добавляя электронные драм-лупы и текстуры. В 2008 году King Crimson вернулся к игре с двумя барабанщиками, и к Мастелотто присоединился Гэвин Харрисон.
C 2013 по 2021 годы Мастелотто играл в трёхбарабанной аранжировке, сначала вместе с Харрисоном и Биллом Рифлином, а затем с Харрисоном и Джереми Стейси. В этих составах Мастелотто также исполнял расширенную перкуссионную роль, используя различные звуковые эффекты, сэмплы и программы (частично выполняя в King Crimson ту же функцию, что и перкуссионист Джейми Мюир в 1972 году).
Всего Мастелотто участвовал в записи трёх студийных альбомов King Crimson (THRAK, The ConstruKction of Light и The Power to Believe, выпущенных с 1995 по 2003 год), одного мини-альбома, двух EP и многочисленных концертных альбомов, выпущенных с 1995 по 2022 год. Кроме того, он продолжает сотрудничать с другими проектами и заниматься сольной карьерой. Вместе с другим участником King Crimson, Треем Ганном, он играет в прогрессивно-экспериментальной группе TU. Гастролировал вместе с California Guitar Trio и Тони Левином, совместно с ними выпустил концертный альбом Live at the Key Club (2001) и студийный альбом CG3+2 (2002).